# La pianista bambina (film)
La pianista bambina è un documentario del 2011 diretto da Flaminia Lubin, liberamente ispirato dal libro Hiding in the spotlight: A Musical Prodigy's Story of Survival, 1941-1946 best seller internazionale del 2009 di Greg Dawson (tradotto in italiano col titolo La pianista bambina), che racconta l'esperienza di sopravvivenza della madre ebrea e della sorella durante l'invasione nazista dell'Europa Orientale e del successivo dopoguerra. Il documentario è stato realizzato con il patrocinio della Comunità Ebraica di Roma.

## Trama
Ucraina 1941. Zhanna e Frina sono due sorelle ebree teenager di nazionalità ucraina, che apprendono la musica attraverso l'insegnamento del padre sul pianoforte e considerano quest'ultimo come estensione del proprio corpo. La felicità della famiglia viene travolta dall'invasione tedesca dell'Ucraina e della Russia dell'operazione Barbarossa che ruppe il Patto Molotov-Ribbentrop: parole come pogrom e pregiudizi verso gli ebrei si accentuarono e costrinsero la famiglia a trasferirsi. Le due ragazze erano particolarmente dotate nell'uso del pianoforte, tanto da vincere una borsa di studio nel conservatorio di Mosca e ad esibirsi, diventando famose come bambine prodigio.
Con lo scoppio della guerra Zhanna salutò la compagna di giochi Irina, la quale ricevette come dono un biglietto dal titolo perentorio di non dimenticarla. Con l'arrivo della Wehrmacht la città si riempi di cadaveri mentre i civili venivano fatti uscire dalle proprie abitazioni e fatti marciare in colonna. Nella confusione Zhanna ritornò nella propria casa e prese lo spartito di Fantasia-Improvviso di Chopin e ritornò al suo posto: i sopravvissuti alla marcia vennero rinchiusi in un ghetto a Drobyc'kyj Jar, migliaia di persone con a stento l'acqua e i corpi dei morti accanto. Girava la voce che dovevano andare in un campo di lavoro, ma un giorno vennero fatti marciare verso la morte. Dimitri, il padre delle due sorelle se ne accorse, corruppe una guardia con un orologio d'oro e salvò Zhanna dandole il mantello e ordinandole di vivere. Zhanna si accucciò tra gli alberi, sentì gli spari delle mitragliatrici e ritornò in città dove erano stati deportati tutti gli ebrei. Disorientata dalla perdita dei famigliari, si rifugiò presso una famiglia di amici dove incontrò Frida, la quale era viva, ma non accennò a come aveva fatto a fuggire.
Cambiarono i nomi in Anna e Marina Morozova e decisero di fuggire verso la Russia, raccontando a tutti di essere orfane russe della guerra e di essere alla ricerca della loro zia. Arrivarono nella città di Kremenchug e si rifugiarono all'orfanotrofio a causa di atteggiamenti pedofili di un anziano. Qui ricevettero i nuovi documenti dai nazisti, che attestavano la loro identità russa, evitando la falsa minaccia di prelievo del sangue per eliminare gli ebrei. Nell'edificio trovarono un pianoforte e l'addetto alla manutenzione le spronò ad andare presso la scuola di musica dove avrebbero migliorato la loro condizione. Alla scuola le due ragazze dovettero esibirsi anche per i soldati tedeschi, nonostante la paura di smascheramento o dell'avere tutti gli occhi del nemico su se stessi.
Col passare del tempo avevano sempre più paura nelle esibizioni, a causa del lungo inganno e della crescente ostilità delle compagne gelose del loro successo. Un giorno vennero quasi violentate da dei soldati e le loro compagne le accusarono di essere ebree, ma furono coperte da un'insegnante. Le loro esibizioni avvenivano in territorio nazista e si trovarono a Berlino quando nel 1945 la guerra terminò in Europa. Durante l'esodo per uscire dalla città incontrarono gli americani e Frina non voleva più tornare in Ucraina, salvando inconsciamente salvò la vita ad entrambe: Stalin per coprire il paese dai vari problemi sociali ed economici incolpò gli ebrei e tutti gli altri artisti che avevano abbracciato la cultura occidentale di tutti i problemi sterminandoli in massa.
In un campo profughi incontrarono un piano e Larry Dawson, ufficiale americano che le spronò a migliorare nella musica. Larry le chiese cosa volevano di più al mondo ed esaudì la loro richiesta dandoli documenti con i loro veri nomi e terminando psicologicamente per loro la guerra. Poco tempo dopo suonarono in un concerto per i sopravvissuti di Dachau, abbracciando i corpi magri dei bambini a fine concerto e restituendo loro calore umano, come persone che erano state meno fortunate di loro. Zhanna e Frina decisero di non voler più restare in Germania e grazie all'ospitalità di Larry si trasferirono negli Stati Uniti, dove avrebbero sostenuto un'audizione musicale nella città di New York.
Zhanna affrontò sicura l'oceano con lo spartito di Chopin nella giacca e scoprirono la nuova lingua, i cibi e bevande non dovendosi più preoccupare della morte. Nella fattoria dei Dawson incontrarono David, il fratello di Larry, il quale le aiutò con la preparazione all'audizione alla Julliard School di New York, all'epoca una delle più prestigiose scuole di musica e arte. Le due ragazze vinsero la borsa di studio e durante la loro permanenza negli Stati Uniti David si innamorò di Zhanna, che divennero i genitori di Greg Dawson, autore del libro di testimonianza della madre in fuga dall'Olocausto.
Il documentario si conclude con l'incontro in America tra Zhanna e Irina, la bambina ucraina ormai diventata anziana che incontra l'amica dopo quasi settant'anni dalla loro separazione. Inizialmente Zhanna non la riconosce, ma con la cartolina scritta di proprio pugno di non dimenticarla e i racconti di Irina si riconciliano e pensano ai tempi passati, alla non trovata spiegazione dell'Olocausto, all'isolamento di Frina su queste tematiche e sul fatto che la musica aveva salvato le due sorelle.

## Stile
Il documentario alterna la narrazione della testimonianza di Zhanna Arshanskaya Dawson, attraverso animazioni e rappresentazioni cinematografiche, alle interviste del figlio Greg, il quale si occupa di contestualizzare gli eventi trattati. 
Verso la fine del film, Greg racconta di come sua madre per 30 anni gli aveva nascosto le sue origini di sopravvissuta, in modo che poteva crescere spensierato come tutti gli altri bambini. Greg venne a conoscenza della testimonianza nel 1978, quando come giornalista volle scrivere un articolo sull'Olocausto e chiese alla madre di raccontargli di come aveva vissuto durante la guerra e se ne aveva sentito parlare e venne a conoscenza di essere ebreo.
Zhanna iniziò a parlare pubblicamente della sua esperienza negli anni novanta, dopo che sua nipote gli pose la stessa domanda a causa di un progetto scolastico e ripropose la storia, con l'aggiunta di nuovi particolari e di aver mentito per tutti gli anni sulla sua data di nascita, posticipandola dal 1 aprile 1927 al 25 dicembre in quanto all'epoca degli eventi gli orfanotrofi russi non accoglievano bambini al di sopra dei 14 anni.
Zhanna e Frina sono considerate le uniche superstite del massacro di Drobyc'kyj Jar, in cui circa 16.000 persone in maggioranza ebree ucraine vennero uccise dai nazisti, nonostante i loro nomi compaiono nel memoriale della strage.